# アメーバピグ
アメーバピグ（Ameba Pigg）は、サイバーエージェントが運営する仮想空間アバターコミュニティサービス。2009年2月サービス開始。独自性の高い要素を盛り込み幅広い世代に支持され、Amebaブランドを代表する人気コンテンツに発展したが、Adobe Flashの廃止に伴うHTML5移行を技術的に断念したため、2019年12月2日にPC版・フィーチャーフォン版のサービスを終了した。スマートフォン版のみ現存する。

## 概要
自分にそっくりなアバター「ピグ」をつくり、代々木公園・渋谷・浅草などを模した広場（オープンチャットルーム）などでチャットを行うのがメインの機能。また釣りゲームを行ったり、「しろくろゲーム」（リバーシ）、ピグの画像を利用した「えあわせゲーム」（神経衰弱）などで他のユーザーと対戦することもできる。
AmebaIDとして、アメーバブログ・AmebaVision（サービス終了）など同社の他サービスとIDが共通化されており、AmebaIDを取得済みのユーザはアバターの初期設定を行うだけでサービスが利用できる。またアバターをアメーバブログ等でプロフィール写真代わりに利用できたり、「カメラ」機能を用いて撮影したチャットの様子がアメーバブログの画像フォルダに保存され、自分のブログで簡単に公開できるなど、機能面でも連携が図られている。
AKB48や嵐などの芸能人のそっくりピグも登場しているが、実際にAmebaVisionのタイアップ企画などで芸能人本人がピグを作成しチャットに参加するケースもあるため、運営側が公認した「オフィシャルピグ」には頭上に★マークを付けて識別し、一般ユーザが芸能人ピグになりすまし行為をすることを防止していた。たまに予告なく芸能人ピグが登場して会えることがあった。
サービスはアイテム課金制をとっており、基本的なサービスは無料で利用できる。ただしペットやアバターの服、自分の部屋に置く家具などほとんどのアイテム、アバターの追加アクションについては「コイン」と呼ばれる有料の仮想通貨で購入する必要がある。
PC版のクライアント（ユーザ）側のソフトは全てAdobe Flashで作られており、ユーザはFlash Player（バージョン20.1以上が推奨）がインストール済みのウェブブラウザを立ち上げてログインするだけで、必要なコンポーネントがロードされサービスが利用可能になる。そのためユーザ側では専用ソフトのインストールや機能追加時のバージョンアップ作業などが一切不要となっている。このことを利用して機能追加・拡張が頻繁に行われる。
基本サービスが無料なことに加え、アメーバブログでブログを持つ芸能人が自らアバターを作ってチャットに参加するなどの集客要素が重なった結果、後述するように非常にハイペースで会員数を増やした。また有料アイテムの売上も2009年7月時点で月数千万円、2010年3月時点で月1億円超と伸び続け、2010年12月にはアメーバピグ内でのコインの月間流通量が約6億円に達した。
2019年3月12日の定期メンテナンス後、ピグゲームのサービス終了が公式ブログにて発表された。同ゲームでは、家具やアイテムのブラウザソフトでの表示にAdobe Flashを使用していたが、これのサポート終了に伴い、Google ChromeやInternet Explorerなどのブラウザソフトが相次いでFlash機能を廃止する決定をしたことから、同運営はFlashを使用しているアメーバピグ、系列ゲームのピグライフ、ピグワールド、ピグカフェ、ピグアイランド、ピグブレイブ、DMM版ピグブレイブのサービスを2019年12月2日をもって終了することを発表した。また、Flashは使用されていないフィーチャーフォン版アメーバピグ、スマートフォンブラウザ用ピグライフ「どこでもピグライフ」についてもサービスを終了した。
なお、スマートフォン版アメーバピグ、スマートフォンアプリで展開しているピグパーティのサービスは継続すると告知した。しかし2023年6月、他のユーザとの交流に関連する「チャット広場」「おしゃべり」などの機能が終了するなど、スマホ版についても機能縮小が進められている。

### 未成年に対する保護策
アメーバピグは18歳以上のユーザーを対象としたサービスとされており、18歳未満のユーザーに対しては、親権者の事前承諾の上で保護者と一緒に利用するよう求めているが、特に入室前の年齢確認などは行っていない。
「インターネット異性紹介事業を利用して児童を誘引する行為の規制等に関する法律」（いわゆる出会い系サイト規制法）施行に伴い、18歳未満の児童が保護者の管理なしに不特定多数の人との連絡を取り合いにくくするとともに、電話番号やメールアドレスなどが入力できないような対策がなされた。
2011年4月26日からは、18歳未満と18歳以上でとは交流可能エリアを分け、18歳以上が18歳未満のエリアへ入れないルールにした。また18歳以上のエリアに行くためには利用条約に同意しなければならなくなった。これに伴い、新規登録時に設定する生年月日が変更不可となったほか、既存会員についても生年月日の再設定が必要になった。またこの日には同時に、青少年保護のため「てがみ」と「ひそひそ機能」が18歳未満のユーザーでは利用できなくなった。
2012年2月28日の定期メンテナンス後には、「お手紙」「ひそひそ話」の機能は18歳以上でも利用できなくなった。これに伴い「お手紙」「ひそひそ話」がバージョンアップし、新たに「コミュニケーション機能」として2月28日にリリースした。
2012年3月13日には、15歳以下の会員の機能を一部制限することが発表された。この際に使えなくなった機能は以下のとおり。
- 全エリアへのおでかけ機能
- 他のピグの部屋（ピグともを含む）への入室
- 自分の部屋への他のピグ（ピグともを含む）の入室
- ピグともワープ機能
- ピグとも検索
- ピグとも申請
- ギフトの送信＆受信
- コミュニティへの入室・参加申請
- お部屋招待
- きたよ機能
- グッピグ機能
- チャレンジカード
- イベント機能
- ピグフォン（おしゃべり）機能
- ミニトーク（開始時から）

ピグライフでも同じ措置がとられた。以上の規制により、15歳以下の会員は他のピグと交流することは事実上不可能となった。ただしこの規制がなされても年齢詐称は不可能ではないが、年齢詐称はピグの利用規約で禁止されているため、会員資格が停止される場合がある。
2016年11月22日には、18歳未満専用の利用環境の変更が実施された。これにより、18歳未満と18歳以上が同じエリアを利用してコミュニケーションを取ることが可能となった。また未成年者が成人のプロフィール画面を見ること、成人が未成年者のプロフィール画面を見ることが可能となった。同日時点では、未成年同士のギフトのやり取り、お部屋の行き来、きたよ機能、お友達招待、追いかける機能、グッピグ、ピグとも申請と検索、イベント検索、チャレンジカードは利用できる（ギフト機能ではチャットが利用できない）。
アメーバピグを「ピグH」と呼ばれるバーチャル性行為を目的に使用するユーザーが存在していること、さらにそれが未成年者による場合もあることから問題視されていた。15歳以下のユーザーに対する規制はこの問題も背景にあったが、上述のとおり16歳以上についてはいくらか制限が緩和された。
また年齢にかかわらず、暴言や卑猥な言葉など不適切な内容はNGワードとして発言ができないようになっている。しかし「キスしませんか？」などの不適切発言が規制されていなかった。またNGワード逃れに隠語を使う場合もあった。

### 英語版サービス
アメーバピグには数は多くはないが、インドネシア、アメリカ、イギリス、フランス、フィンランド、その他さまざまな国からの利用者があり、日本のユーザーと海外のユーザーが親しくなるケースもみられた。
2010年にはアメーバピグの英語版となる「AmebaPico」も独自に作られ急激に登録者数が伸びたが、短期間のうちに2012年には終了した。当初はフィリピンやインドネシアからの利用者も多かった。またピグと「AmebaPico」の双方にアバターを作る日本人ユーザーもいた。
「AmebaPico」は、独自サイトとFacebookアプリの双方で提供されていたが、広場などの構成も異なりアメーバピグとは独立したサービスとなっていた。「AmebaPico」は2010年3月8日のサービス開始から約2ヶ月半で会員数が100万人を突破し、アメーバピグを上回るペースで会員を増やしていたが、日本人には馴染みがなく、2012年12月17日で閉鎖した。
このほか、サイバーエージェント子会社のCyberAgent America, Inc.でも、アメーバピグの技術をベースとした仮想空間サービス「ComicWorld」を2010年4月よりFacebookアプリとして提供していたが、のちに撤退している。

## 歴史
- 2009年
  - 2月19日 - サービス開始。
  - 3月26日 -「きたよ」機能が追加。
  - 4月14日 -「カメラ」機能が追加。
  - 6月2日 - アバター1人につき持てるアイテム数の上限が服・家具それぞれ50から300に増加、満員のエリアに対する順番待ち機能が追加。
  - 6月9日 - アメでアイテムが購入できる「アメの一族」機能が追加、スクラッチカードの回数が1日2回から1回に変更。
  - 7月7日 -「部活」機能が追加。
  - 8月18日 -「ピグモバイル」がオープン予定だったが、システム的な問題のためオープンが延期された[21]。結局オープンは8月25日頃（正式なアナウンスは行われなかった）。
  - 8月26日 -「ポケット」機能が追加。
  - 10月2日 - AKB48とのタイアップによる「AKB48学園」エリアがオープン。
  - 10月28日 -「ペット」機能が追加[22]。初日だけで1万匹以上のペットが「飼い主を見つけた」（＝ペットの売上があった）という[23]。
- 2010年
  - 2月1日 -「ピグとも招待」機能が追加[24]
  - 3月16日 - 「チャレンジカード機能」を追加。
  - 5月17日 - ライヴイベントを楽しめるエリア「ピグドーム」機能を追加。
  - 6月8日 - 「釣りゲーム」提供開始。
  - 6月10日 - アメーバピグを主な舞台としたテレビ番組『恋するダーウィン〜美人進化論〜』（日本テレビ）が放送開始（2010年9月終了）。
  - 6月25日 - ピグドームにて動画配信と本人のピグによるAAAのライブが行われた[25][26]。会場は最大一万人収容可能で無事終了した[27]。
  - 7月 - 俳優集団D-BOYSの冠番組D-BOYS BE AMBITIOUSと連携。代々木公園内にD-BOYS広場を設置。毎週メンバーの誰か登場するが、登場するメンバーと時間は、同番組オフィシャルブログ内で発表されている。
  - 8月3日 - 有料購入分を含む全てのコイン(既購入分、既所有分も含む)に有効期限を設定。
  - 8月17日 -「ラスベガスエリア」提供開始。
  - 8月24日 - コインの売価を5%値上げ。
  - 9月2日 - Amebaモバイルでピグと連携した料理ゲーム「モグ（mogg）」がサービス開始。
  - 10月5日 - きせかえ・もようがえアイテムの持ち物数及び部屋に置けるアイテム数の上限が300から500に増加。
  - 10月19日 - AneCanとコラボの表参道エリアオープン。
  - 10月22日 -『アメーバピグ公式ガイドブック』（幻冬舎）を発売。
  - 11月1日 -「アメーバピグ for Android」β版リリース（Android OS 2.2以上に対応）[28]。
  - 11月3日 - ピグドームにて動画配信による15000人限定のAKB48のライブが行われた。
  - 12月14日 - 部屋の増設・拡張機能をリリース[29]。
- 2011年
  - 2月19日 - 宇宙エリアオープン[注 2]。
  - 3月2日 - 推奨環境を「Flash Player 10.1以上」に変更したが[30]、Flash Playerのバージョンアップができずピグにログインできないユーザが続出し混乱。ニュースサイトでも話題となった[31][32]。
  - 3月31日 - ディズニータウンエリアオープン。
  - 4月5日 - よしもと千日前エリアオープン[注 3]。
  - 4月26日 - 「ひそひそ話の送受信」と「おてがみの送受信」機能が18歳未満のユーザーでは利用できなくなった。また、18歳以上エリアに行くには、利用条約に同意しなければならなくなった。機能制限による不満で、Amebaピグのスタッフブログのコメント欄が炎上する騒ぎとなる。
  - 5月17日 - ピグのキャラクターを使った箱庭型ゲーム「ピグライフ」お試し版を公開[33]。
  - 5月31日 - ピグライフ正式リリース[34]。
  - 6月21日 - 釣りゲームの魚を釣った際の画面に出てくる「アメブロに貼る」をカメラ機能を使用する「写真を撮る」に変更。
  - 7月5日 - 銀座エリアオープン。
  - 8月9日 - ミニトーク機能追加。しかし18歳以上しか利用できなかったため、主に未成年者のコメントによりコメント欄が炎上することとなった。
  - 10月25日 - 昭和エリアオープン。また、ピグが非常に重くなり、なかなかログインされない障害が発生。ピグライフは午前2時から午後10時にかけて大幅なメンテナンスを行ったが、さらに重くなり再び緊急メンテナンスを行った。ほぼ1日ピグライフが利用不可能であったため、ピグライフスタッフブログが大炎上する騒ぎとなった。
  - 10月30日 - 新機能の追加などによりピグの環境が悪化。午後7時～8時にかけて緊急メンテナンスが行われたが、あまり改善されず、ほとんどのユーザーが利用不可となる。その結果、Amebaピグのスタッフブログのコメント欄が再び炎上する騒ぎとなった。
  - 11月2日 - 午前10時40分～翌3日午前10時にかけて緊急メンテナンスが行われた。
  - 12月22日 - Amebaの偽造サイトが発生し、たくさんのスタッフブログで偽造サイトについての記事が掲載される騒ぎとなった。
- 2012年
  - 1月24日 - デイリーボーナス機能をリリース。
  - 1月31日 - アバター1人につき持てる着せ替え・模様替えアイテム数の上限が500から999に増加。
  - 3月13日 - 15歳以下を対象に、他のピグとの交流などのほとんどの機能の使用停止を4月24日に行うと発表された。大幅な機能変更による利用者からの不満や意見など、スタッフブログのコメントが炎上する騒ぎとなった。
  - 5月10日 - ピグのキャラクターを使った島型ゲーム「ピグアイランド」お試し版を公開。
  - 5月22日 - ピグアイランド正式リリース。
  - 8月16日 - ピグのキャラクターを使った店型ゲーム「ピグカフェ」お試し版を公開。
  - 8月21日 - ピグカフェ正式リリース。
  - 11月 - ピグのキャラクターを使った街型ゲーム「ピグワールド」お試し版を公開。
  - 11月27日 - ピグワールド正式リリース。
- 2013年
  - 2月26日 - アメーバピグの部屋に「お外」追加。
  - 3月12日 - Pポイント機能を追加。
  - 9月24日 - スタンプ機能を追加。
  - 11月26日 - デイリーボーナス機能をリニューアル。
- 2014年
  - 3月26日 - アメーバピグ全体がリニューアル。ジャンプ台も登場した。
  - 5月20日 - 「コイン」と「アメゴールド」を「コイン」に統合。これに伴い、「ピグライフ」「ピグアイランド」「ピグカフェ」「ピグワールド」の「コイン」は「チップ」に名称変更。
  - 12月22日 - ピグブレイブ クローズドβテストが開始された。これは抽選に当たった人のみに公開された。リリース予定は当時冬季だった。
- 2015年
  - 2月18日 - 第2回ピグブレイブ クローズドβテストが開始された。これは、第1回で抽選に当たった人と第2回からの応募で当たった人に公開された。
  - 3月31日 - ピグブレイブがリリースされた。あまりにもエラーやバグが多かったため、リリースが遅れたという。
- 2019年
  - 3月12日 - 公式ブログにて、パソコン版アメーバピグ、フィーチャーフォン版アメーバピグをはじめ、その他系列ピグゲームが2019年12月2日15時をもってサービス終了することを発表。
  - 10月24日 - 公式ブログ及び特設ページにて、ピグ、系列ピグゲームの終了時刻を12月2日22時に変更することを発表。
  - 12月2日 - 22時をもってサービス終了。

### 会員数の推移
- 2009年3月 - 10万人突破[35]
- 2009年4月 - 20万人突破[36]
- 2009年7月 - 50万人突破[37]
- 2009年10月 - 140万人突破[22]
- 2010年4月9日 - 300万人突破[38]
- 2010年6月7日 - 400万人突破[39]
- 2010年11月 - 500万人突破[29]
- 2011年1月14日 - 600万人突破[7]
- 2011年3月 - 700万人突破[40]
- 2011年6月12日 - 800万人突破[41]
- 2011年11月 - 1,000万人突破
- 2013年12月末 - 1,597万人[42]

## お出かけ機能
さまざまな場所に出かけることができる。場所によってはコインでアクションなどを購入できたり、アメを利用して物と交換できる機能がある。エリアはほぼ季節単位で変化する。

### エリア
※以下の表は2012年5月27日時点のもの。

#### おでかけ
| 場所                    | タイプ         | エリア名 |
| ----------------------- | -------------- | --- |
| ディズニー              | 広場・ショップ | ディズニータウン・くまのプーさん広場 |
| よしもと千日前エリア    | 広場・ショップ | 千日前 |
| 宇宙                    | 広場           | ピグスペースセンター・ピグシャトル |
| 代々木公園              | 広場           | 言葉遊び広場・スヌーピー広場・ガチャ広場・有名人ショップ広場・フリマ広場・ふるさと広場・おしゃべり広場・テーマ広場・20代向け広場・アラサー広場・アラフォー広場・ 噴水前・池・三角ベンチ・東の大きな森・主婦集まれ広場・D-BOYS・オシャレ男子広場・スポーツ予想広場・初心者広場・マナー広場・募集広場 |
| 銀座                    | 広場           | 大通り交差点・銀座通り |
| 代々木特設広場          | 広場・ショップ | 期間限定エリア |
| ゲーム広場              | ゲーム         | しろくろ広場・えあわせ広場・海賊じゃんけん二人算術・大富豪（ホワイト・ブルー・ブラウン・レッド） |
| AKB48学園               | 広場           | 校門前・教室・体育館 |
| 六本木 テレビ朝日ランド | 広場・ショップ | メイン広場・スタジオ広場やべっちFC・プロレス広場・絶対に負けられないエリア・スケートスタジアム |
| フランス                | 広場・ショップ | シャンゼリゼ通り・カフェ |
| 釣りゲーム              | 釣り堀         | 釣り堀 |
| 釣りゲーム              | 日本海         | 沿岸（初級）・沖合（中級）・遠洋（上級）・超遠洋（超上級） |
| 釣りゲーム              | 小笠原         | 東灯台（初級）・西灯台（中級）・南灯台（上級）・北灯台（超上級） |
| 釣りゲーム              | 石狩川         | 下流（初級）・中流（中級）・上流（上級）・超上流（超上級） |
| 釣りゲーム              | 印旛沼         | 印旛沼 |
| 釣りゲーム              | アマゾン川     | 支流（中級）・本流（上級） |
| 釣りゲーム              | ショップ       | おさかなセンター |
| ピグライフ              | ゲーム         | 森の中の小さなガーデン・マルシェ |
| ニューヨーク            | 広場           | リバティ島・ハーレム |
| 浅草                    | 広場           | 雷門・仲見世通り・浅草寺・茶屋街・寄席 |
| 渋谷                    | 広場           | 106前・道玄坂 |
| 沖縄                    | 広場           | 海・浜辺 |
| 北海道                  | ペット販売     | イヌカイさんの牧場 |
| 北海道                  | 広場           | スケート広場 |
| 京都                    | 広場           | 清水寺・鴨川・金閣寺・祇園 |
| 原宿                    | ショップ       | BAPESTOREⓇ 原宿前 |
| 表参道                  | ショップ       | 表参道 |
| 中国                    | 広場           | 上海郊外・蘇州・中華飯店 |
| ラスベガス              | 広場・ショップ | カジノ前・ショップラウンジ |
| ラスベガス              | ゲーム         | スロット・ルーレット・ブラックジャック・ミニバカラ |
| ミニトークラウンジ      | 広場           | ミニトークラウンジ |

#### タイムトラベル
タイムトラベルの機能は以前よりあったが、2017年11月2日から石器時代・江戸時代・大航海時代の各エリアが順番にリニューアルされた。同年11月2日から末日まで、ギフトで受け取り可能だった筒型のタイムマシンでタイムトラベルエリアに遷移することができたが、おでかけページからでも遷移することができた。
| 場所                        | タイプ         | エリア名                                                                                    |
| --------------------------- | -------------- | ------------------------------------------------------------------------------------------- |
| 昭和の町                    | 広場・ショップ | 昭和の町                                                                                    |
| 昭和の町                    | ゲーム         | めんこゲーム                                                                                |
| 紀元前1万年 石器時代        | 広場・ショップ | 火山前・集落                                                                                |
| 1655年 大航海時代           | 広場・ショップ | カリブ海 海賊船・カリブ海 港町・バイキングの酒場                                            |
| 1655年 大航海時代           | ゲーム         | 海賊じゃんけん港                                                                            |
| 1646年 江戸時代             | 広場・ショップ | 大奥 御鈴廊下・城下町                                                                       |
| 1646年 江戸時代             | ゲーム         | 寺子屋 二人算術                                                                             |
| 1990年 バブル時代           | 広場・ショップ | 六本木交差点・ディスコ・VIPルーム                                                           |
| 1990年 バブル時代           | ゲーム         | 大富豪（基本ルールエリア、8切りエリア、8切り・しばりエリア、8切り・11バック・しばりエリア） |
| 紀元前30年 古代エジプト時代 | 広場・ショップ | 宮殿・神殿・砂漠                                                                            |

システムの都合上、出かける先となる各エリアにはそれぞれ定員があり、基本的に広場は30名で、それ以外の定員が定められている場所もある。定員を超えて入室しようとした場合は、すでに入室中のアバターが退出するのを順番待ちする必要がある。順番待ちはおおむね100名前後までで、また順番待ち中に他のエリアに出かけることも可能である。そのため人気エリアは順番待ちすらままならず、簡単には入ることができなかった。
またシークレットルームとして「開発室」も存在したが、入室できないようになった。

## コミュニティ
2009年7月7日に始まった「部活」が、2011年2月22日「コミュニティ」に名称変更した。
部活→コミュニティ、部長→リーダー、副部長→副リーダー、部員→メンバー、部室→コミュニティエリアに名称が変更された。機能自体は変更されていない。
コミュニティは、自分がコミュニティを作ったり、人が作ったコミュニティに入部できる機能である。コミュニティを作るにはアメ20個が必要。1つのコミュニティに付き最大100名までメンバーを登録可能で、同じエリアにいればコミュニティへ招待することもできる。ただ、メンバーが一人もいなくなったら自動的に廃止となる。
コミュニティを作ると専用のコミュニティエリアが作られ、伝言板でメッセージを残せる。またコミュニティに入部すると、ピグのプロフィール画面に自分の入っているコミュニティの一覧が表示され、アイコンをクリックすることで会員証が表示される。
2011年11月17日より、コミュニティ検索機能がリリースされたほか、同じエリアにいなくても入部申請が出せることから、コミュニティへの入部がしやすくなった。
そのほか、コミュニティのリーダーになると、副リーダーの指名、コミュニティの設定変更などの専門的な活動ができる。しかしリーダーになるには自分でコミュニティを作るか、リーダーに任命されるかしかなく、自分からリーダー申請することはできない。
また、コミュニティを利用しての迷惑行為が問題となり、2010年7月12日より、不適切なコミュニティは廃部とするとともに、利用者への取り締まりを強化することが発表された。

## 自分の部屋
アバターはそれぞれ自分の部屋を一つ持つ。部屋には手持ちの家具を配置したり、壁紙・窓・床のデザインを変更したりすることができる。部屋には天井はないため、アイテムの「キューブ」等を利用して部屋の中に階段やロフト、二階以上の部屋を作成することも可能で、縦方向に部屋を拡張することができる。
2010年12月14日より、有料の公式サービスとして部屋の増設や拡張ができるようになった。
他のピグを自分の部屋に招いてチャットを行うことも可能で、逆に自分の部屋を他人に見られたくない場合には訪問を拒否したり、ピグとも（ピグ内の友達）のみ訪問を許可することもできる。
他のピグの部屋を訪問した際には、訪問履歴を残す「きたよ」ボタンを押すことができ、押された側のアバターはアメを1日20個まで獲得できる。
自分の部屋に好きなテーマで集まって「イベント」を開催できる機能がある。新着イベント・人気イベント・ピグとものイベントがある。イベント作成時に10アメ必要で、イベント開催時間は120分（以前はイベントを作成するには5アメ必要であった）。

## 関連ゲーム
アメーバピグを使用したゲームがいくつか提供されていた。これらのゲームはすべて、2019年12月2日にサービスを終了した。

### ピグライフ
自分のピグを使って庭を造るゲーム。2011年5月31日にオープン。

### ピグアイランド
自分のピグを使って島を造るゲーム。2012年5月22日にオープン。15歳以下は利用できない。期間限定クエストは2014年5月14日23時59分でイベントリリース終了。

### ピグカフェ
自分のピグを使って店を造るゲーム。2012年8月21日にオープン。15歳以下は利用できない。期間限定クエストは2014年9月30日22時59分でイベントリリース終了。

### ピグワールド
自分のピグを使って街を造るゲーム。2012年11月27日にオープン。15歳以下は利用できない。期間限定クエストは2016年10月31日22時59分でイベントリリース終了。

### ピグブレイブ
自分のピグを使って強化したりモンスターと戦うゲーム。2015年3月31日にオープン。

### モグ
携帯電話、スマートフォン向けに提供されていたブラウザゲーム。PCでもプレイできる。2010年9月2日にサービス開始。

## ピグモバイル
フィーチャーフォン版のアメーバピグ。ただし以下のように、パソコン版とは大きく機能が異なる。
- 自分の部屋や部活の部室はない。そのため「きたよ」機能がないほか、アイテムショップでも家具類は販売されていない。
- 実際に画面内でアバターを動かすことはできない。
- アバターの背景画像を変更できる「背景」アイテムが存在する。
- 2010年4月13日の仕様変更をもって「おでかけ」機能は削除され、「マイピグ」ページから直接アバター用のアイテムショップ、掲示板、ゲームに飛ぶようになった。
- パソコン版のチャットに代え、掲示板が設置されているが、チャットと異なりメッセージがリアルタイムには反映されないため、新しいメッセージを読むにはページの再読み込み等が必要。また2010年4月13日の仕様変更以降、各カテゴリーごとに更新の新しい順に上位11掲示板しかアクセスすることができなくなったが、2010年5月11日より上位11掲示板の制限が解除された。
- ピグとも・対戦ゲーム機能がない。
- スクラッチカード機能がない。代わりにアイテムキャッチャーが用意されていた。
- 相手がログインしていなくても、グッピグ履歴やプロフィール画面、掲示板など[45]を用いてグッピグ可能。

2010年7月6日より「わくわくメダル広場」を提供開始。2010年9月までに月間30万人の利用を目指すとしていた。

## スマホ版
スマートフォンAndroid版のアメーバピグ。Android 2.2以上のスマートフォンでのみ利用可能。Androidマーケット（現：Google Play）からダウンロードする。現在はインストールできない。

## 用語
アメ
ピグの中でのみ通用するポイント。基本的にログイン時、アバターを着せ替えた時、部屋の模様がえ時に獲得できるほか、他のアバターからグッピグを受けた際、他のアバターが自分の部屋を訪問して「きたよ」ボタンを押した際（どちらも1日20人分まで）にも獲得することができる。
それ以外に不要なアイテムを「持ち物を整理する」ボタンでリサイクルすると、アイテムの価格にかかわらず、1アイテムにつきアメ1個が手に入る。ただし、不定期に開催されるリサイクルアメ5倍・10倍キャンペーンや「グッピグ」「きたよ」アメ2倍キャンペーンで、アメの獲得数が増加することもある。また、ピグモバイルの『はらぺこアメきゃっち』で1日最高10個のアメが貰える。
アメを使うことで、ランダムにアイテムを得られるスクラッチカードに挑戦することができるほか、一部の広場ではアイテムとの交換にも使われる。コミュニティの作成で20個、イベントの作成などにも10個が必要となる。
コイン（旧称：アメゴールド）
Amebaの各サービス共通の仮想通貨。ショップでほとんどのアイテムを購入する際必要となるほか、ペットの入手、アバターのアクション追加はコインを使わないと行えない。入手方法は携帯電話による決済、ウェブマネー、クレジットカード等で有料で購入するか、あるいはブログのアフィリエイト、オフィシャルタイアップ一覧の閲覧、マイページでの抽選などによる。
2010年8月3日以降、所有数に1年間増減がない場合は、2010年8月3日以前からの所有分や有料購入分も含め、コインは全て消滅する仕様となった。
2014年5月より、それまで混在していた「コイン」と「アメゴールド」が「コイン」に統合された。
引換券
ショップでアイテム1つと交換できる券。新規登録時の特典やスクラッチカードで入手可能。ショップで使用するとコインの支払いが免除され、無料でアイテムを獲得できる。ただし、ショップには引換券が使えない「引換券不可」のアイテムも存在し、この場合はコインを消費して獲得する必要がある。
カメラ
ピグの中で写真が撮れる機能。撮った写真は保存もでき、ブログにアップすることも可能。また拡大縮小で寄りや引きでの写真が撮影できる。写真保存枚数上限は10000枚。ピグチャンネルエリアなど一部のエリアでは使用できない。
グッピグ
ピグの中で他のアバターを褒める際に使われる機能。名称は「Good Pigg」に由来。ピグのプロフィール画面にある「グッピグ」ボタンを押すことで機能する。
PC版では、グッピグされたアバターは後光を放つようになり、されたことが周囲のピグにもわかるようになっている。またグッピグは同一の場所にいるアバターに対してのみ行える。グッピグによるアメ獲得は1日最大20個。
ピグモバイルでは、相手がログインしているか否かを問わず、各アバターの「コーディネート帳」からグッピグが可能。ただしグッピグボタンを押したり、その前段階として相手のページにアクセスしようとすると、会員登録のページにリンクされるという不具合もときどき発生していた。
ショップ
コインや引換券を使用して、ピグの服や小物、自分の部屋用の家具、アクションを購入できる仮想店舗。ペット機能が追加されてからはペットのえさも買えるようになった。
ギフト機能もあり、他のアバターへアイテムを送ることもできる。
ポケット
2009年8月26日、期間限定アイテム「手持ち花火」の提供開始に合わせてスタートされた機能。ここには使い捨てのアイテムが入る。ペット機能追加後はペットのえさもここに保管される。
ワクワク
- ポチくじ

一日に一度だけ引けるくじ。
当たると1コインまたは10コインが手に入る。ごく稀な確率で100コインが当たることもある。
- スクラッチカード

ランダムにアイテムを獲得できるカード。1枚のカードにつき5×5のマス目があり、1日1回のみ一つのマス目を開けることができる。挑戦には1回につきアメ20個が必要。
開けられるマス目はすでに開いているマス目に隣接したところのみで、初期状態では中央しか開けられない。各カードには1枚ずつ、所定のマス目にアイテムの代わりに引換券が存在する。ハズレはないが、すでに持っているアイテムと重複する場合が多い。
カードは複数種類が存在し、途中で変更することも可能。ただし5×5のマス目を全て開けると、通常のアイテム以外にコンプリート特典としてもう一つアイテムを得られるため、途中でカードを変更するよりは1つのカードをコンプリートするほうが得となる。
デイリーボーナス
ログイン時にアメやアイテムがもらえる機能。毎日連続してログインすると、獲得できるアメの数が増加したり、限定アイテムや引換券を獲得できたりする。
ピグとも
仲の良い友達とアバターを相互に登録し合うSNS的機能。ピグともになると「ピグとも一覧」から簡単に相手を探し出すことができるほか、オンライン設定されているピグともを追跡することもできる。なお他のユーザからのピグとも申請を拒否する設定も可能。ピグともの上限は300名。2010年2月には「ピグとも招待」機能が追加された。
ピグトーク
ピグ上で行えるグループトーク機能で、PC版・スマートフォン版の18歳以上のピグで利用可能。ピグとも同士だと複数人で会話することができる。
つりゲーム
アメーバピグのミニゲーム。さまざまな種類の魚を釣り、ポイントを貯めるシステムとなっている。貯まったポイントはショップで釣りの餌や竿、その他色々なアイテムと交換できる。
つりポイント（つりP）
つりゲームエリアで使えるポイント。魚を釣ることで獲得でき、大きくてレア度の高い魚になるほど獲得ポイントが多くなる。集めたポイントは釣り道具や限定アイテムと交換できる。Pポイントをつりポイントに交換することができる。なお、コインをつりポイントに交換することはできない。
カジノエリア
カジノ$で遊べるギャンブルエリアで、スロット・ルーレット・ブラックジャック・ミニバカラがある。
カジノ$
カジノエリアのみで使える通貨で、カジノゲームやコインとの交換で獲得できる。集めたカジノ$は限定アイテムと交換できる。
アイテムキャッチャー
ピグモバイルで遊べるゲーム。PC版のスクラッチカードに相当する機能で、UFOキャッチャーをイメージしたゲームでカプセルを獲得することを目指す。プレイには1回につき20アメが必要で、1日2回まで挑戦可能。カプセルの中にはアイテムが入っているほか、カプセル獲得に失敗した場合でも残念賞としてアメ20個またはアメ30個与えられる。スクラッチカードに引換券が存在することへの対応として、プレイ回数50回ごとに引換券1枚が与えられる。
はらぺこアメきゃっち
ピグモバイルで遊べるゲーム。キャラクターを操作して、画面上部から落ちてくるアメをどれだけ獲得できるかを競う。落ちてくるものにはアメ以外に時間延長・落下速度低下のアイテムや岩もあり、3回岩に当たるとゲームオーバー。スコアが30万点以上で1～2個、120万点以上で1～4個のアメを獲得できるが、1日で獲得できるアメは最高10個となっている。
わくわくメダル広場
ピグモバイルで遊べるメダルゲーム。コインと交換したメダルを使って、スロットやトランプ（ハイ＆ロー）などのゲームをプレイし、さらにメダルを獲得することができる。獲得したメダルは、1,000メダルからアメーバピグ限定アイテムと交換可能。交換可能なアイテムは当初は12種類を用意し、その後も「ブーシュカ」などのアイテムや、メダルゲームも随時追加予定としていた。
Pポイント
2013年3月12日に導入された機能。アメーバピグ、ピグライフ、ピグアイランド、ピグカフェ、ピグワールドの指定された条件をクリアするともらえるポイント。Pポイントを貯めるとPポイント数に応じて各種ゲームで使用できるアイテムや、コインと交換できる。
日記
2014年7月29日にリリース。160字以内で日記を書くことができる。ピグ内の写真も貼り付けられる。
2015年5月12日のメンテナンスで、日記の「ひろめる機能」が追加された。これはTwitterで言えばリツイート機能にあたる。また2015年9月3日には、日記の投稿記事上限が1ユーザーあたり10000件に引き上げられた。

## ペット機能
2009年10月28日に追加された機能で、ピグ内でペットを飼うことができる。以前は「イヌカイさんの牧場」で購入できたが、2018年9月11日15時からは「ペットショップ」での購入となった。
購入できるペットは、柴犬、トイプー、ボストンテリア、ネコ、パンダ、レッサーパンダ、カメ、ウサギ、ハムスターで、出現頻度の低い特殊なカラーの固体が存在する。特殊カラーのペットは出現するとすぐに買われてしまうので、タイミングよく購入しないとなかなか購入できない。ハムスターは引換券でも購入できる。
また、カジノゲームのポイントの交換品としてブラックタイガー・ホワイトタイガー、つりゲームのポイントの交換品としてペンギンも存在する。各種ゲーム内キャンペーンのみで付与されるペットも存在する。

## 関連テレビ番組
- ちょこっとだけ最先端バラエティー さきっちょ☆（テレビ朝日） - 毎週火曜深夜放送
  - 番組自体「アメピグ」とのコラボ、放送時間内は、テレ朝ランド・さきっちょブースにてレポーターの「さきっちょガール」（ピグキャラ）がライブで登場。
- お願い!ランキング（テレビ朝日）- 毎週月 - 木曜日深夜放送
  - 毎回番組放送終了後に番組内キャラクター「おねがいレッド」のピグキャラクターがテレビ朝日ランドエリア内に時間限定で登場する。

## テレビCM
2010年4月14日より随時放送。

### アメーバピグ
2010年4月14日 - 5月13日
- DAIGO（BREAKERZ）
- 矢口真里
- 千秋

2010年10月18日 - 
- 杉浦太陽
- 前田敦子(元AKB48)
- 北斗晶

2011年3月28日 - 
- ほしのあき・安田美沙子
- 亀田興毅
- 真山景子

2011年 - 
- バナナマン
- 辺見えみり

2012年6月 - 
- 中村獅童

### ピグアイランド
- 宮川大輔

## 関連書籍
- 『アメーバピグ 公式ガイドブック』アメーバブックス新社／幻冬舎、2010年10月。ISBN 9784344991699
- 佐藤柚子『幸福のりんご アメーバピグでほんとに起こった物語』幻冬舎、2011年6月。ISBN 9784344991774